# Wisches
Wisches é uma comuna francesa na região administrativa de Grande Leste, no departamento Baixo Reno. Estende-se por uma área de 19,24 km². Em 2010 a comuna tinha 2 129 habitantes (densidade: 110,7 hab./km²).